# Mandomsprov
Se Mandomsprovet för filmen.
Mandomsprov är en typ av initiationsrit, där unga pojkar ställs inför en utmaning i syfte att bevisa att de inte längre är unga pojkar utan vuxna män. Bland olika typer av mandomsprover finns att hoppa bungy jump (Melanesien), att döda ett lejon (bland massajer), att bli piskad utan att skrika (från antikens Sparta ) eller att dansa soldansen (siouxindianerna). 
Mandomsproverna utförs ofta inför publik: antingen hela samhället eller bara gruppens män. Vanligt för olika typer av mandomsprover är att de är farliga och/eller smärtsamma samt relativt underhållande för publiken.